# كوشتاو

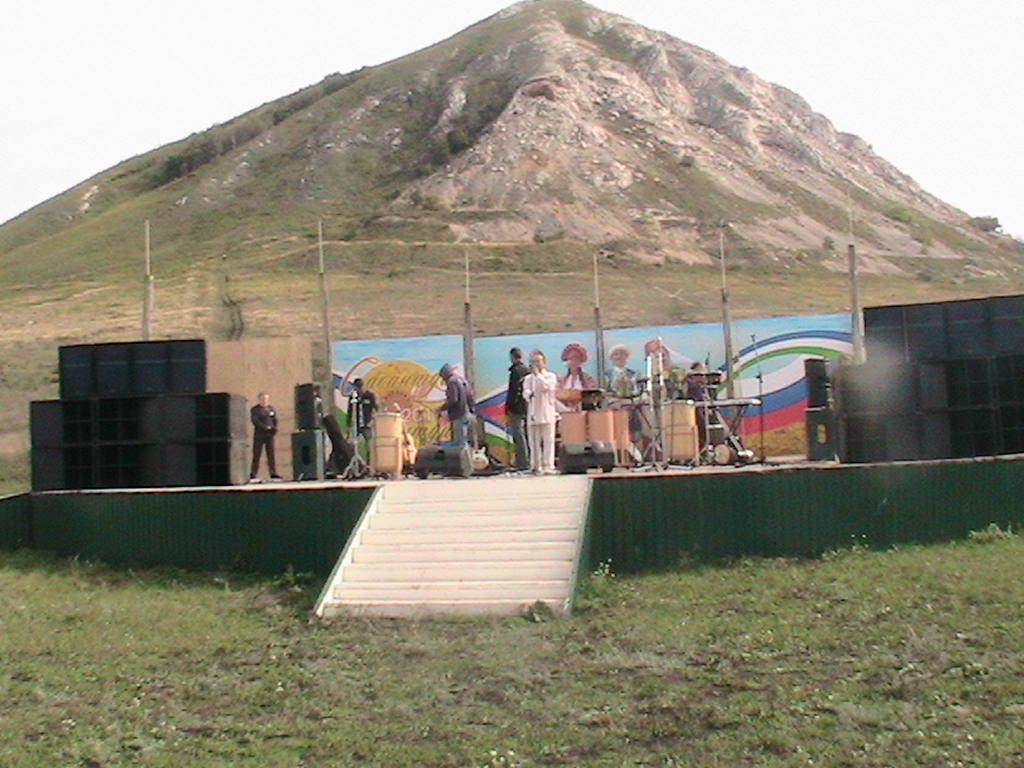
كوريست روبرت يولداشيف

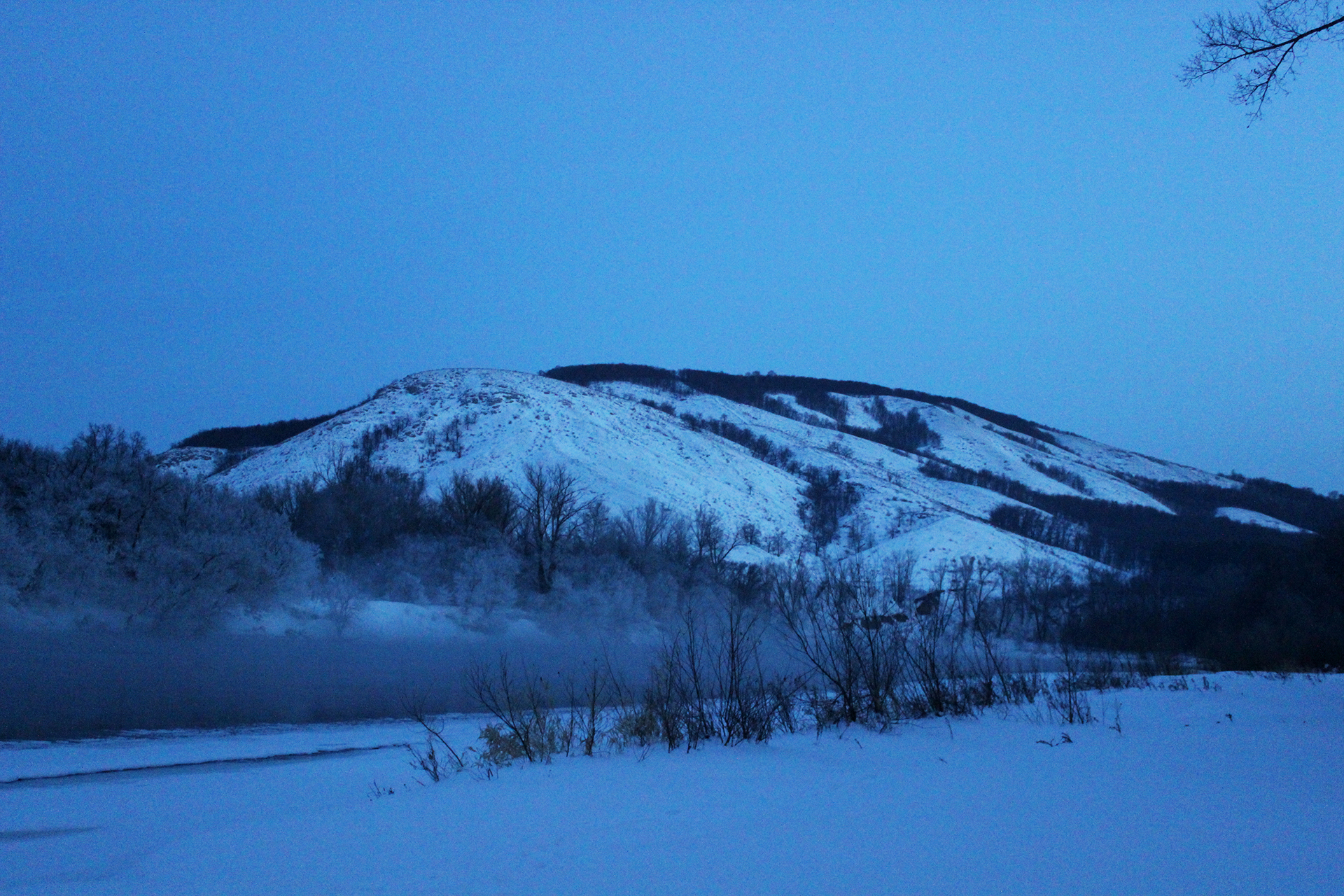

كوشتاو ( (بالبشكيرية: Ҡуштау — «double mountain»)) - واحدة من أربعة شياهين، وتقع في منطقة إيشيمبايسسكي، على الحدود مع مدينة سترليتاماك في روسيا. ما تبقى من الشعاب المرجانية، وهي كتلة الشعاب المرجانية للعصر البرمي السفلي (حقبة الحياة القديمة)، التي تشكلت قبل 230 مليون عام في البحر الاستوائي.
قد أدرجت مقاطعة إيشيمبايسكي وكوشتاو في القائمة القصيرة لمشروع «عجائب روسيا السبع»( باسم شيهان). هذا هو النصب التذكاري الطبيعي الذي ربما تم تدميره من طرف شركة الصودا الباشكيرية والسلطات الروسية.

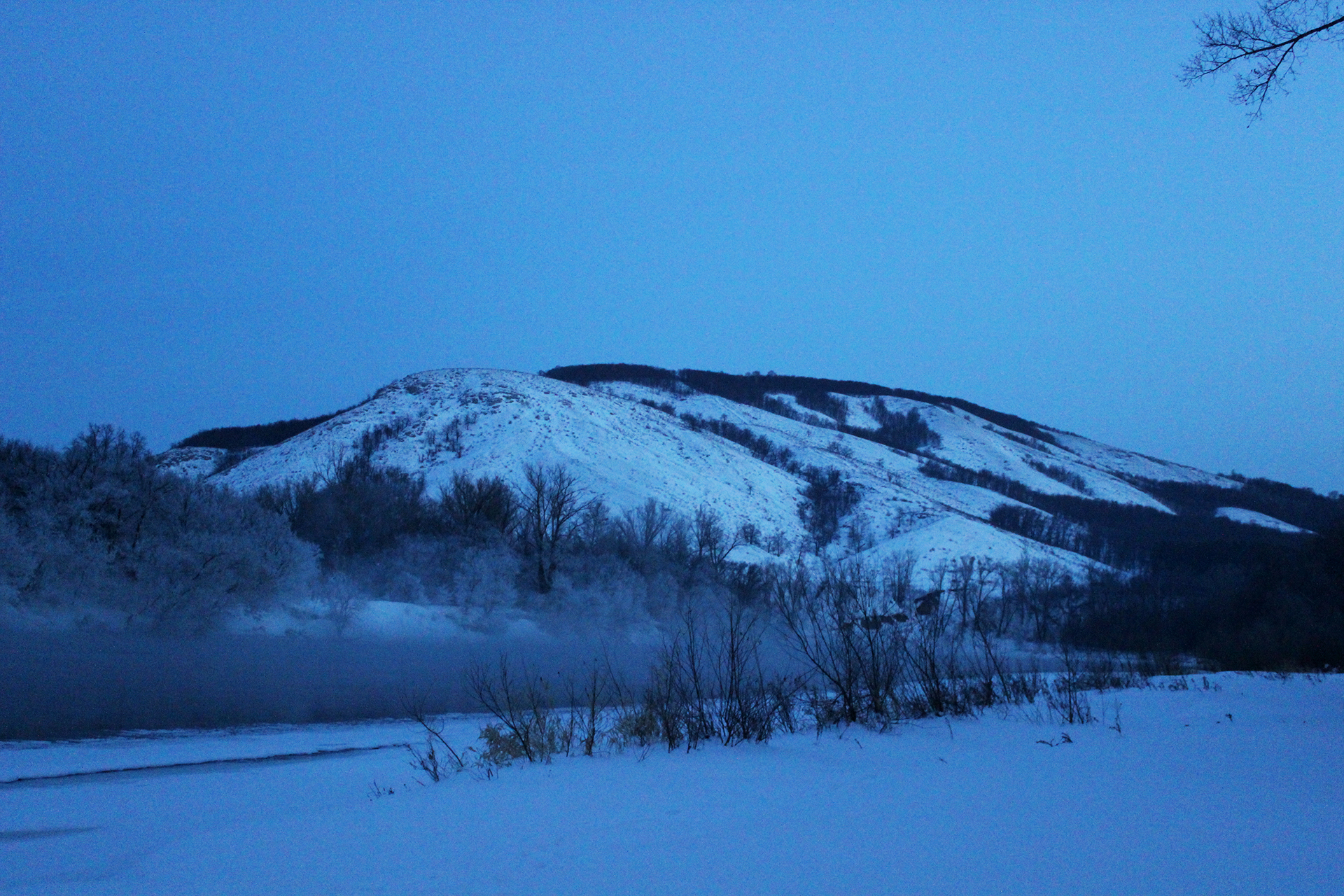

على الرغم من احتجاجات شعب الباشكير، تم تدمير الشيهان. في عام 2018، قرر رادي خابيروف ‏ نقله إلى شركة الباشكيرللصودا .

## الخصائص الفيزيائية
طول - 4 كم، العرض 700-1400 م، الارتفاع - فوق مستوى التربة - 251 م، الارتفاع المطلق فوق مستوى سطح البحر - 357 م. تربة الشيهان فقيرة وصخرية مغطاة بنباتات السهوب.
نتيجة للحفريات الأثرية الحديثة تم اكتشاف قطع أثرية (قطع معدنية أوراسية) التي تعود إلى نهاية العصر البرونزي.

## قائمة مواقع التراث الجيولوجي
يتم تضمين الشيهان الباشكيري كوشتاو، مع جبال توراتاو ويوركتاو، في قائمة مواقع التراث الجيولوجي ذات الأهمية العالمية مثل "Geosite" تحت رعاية الرابطة الأوروبية لحماية التراث الجيولوجي ProGEO . جاء ذلك في الشهادة التي أعدها دكتورالعلوم الجيولوجية والمعدنية، القائم بأعمال مدير مركز أبحاث أوفا الفيدرالي (UFIC RAS) سيرجي كوفاليف.

## وصلات خارجية
- الشياهين في باشكورتوستان
- «شيهان» في باشكورتوستان الموسوعة الموجزة
- انقذوا الشياهين في توراتاو ويوراكتو نسخة محفوظة 7 يونيو 2019 على موقع واي باك مشين.
- جولة افتراضية في توراتاو
- جولة افتراضية في يوراكتو
- بانوراما دورية جوية من كوستو